# Karl Ludwig Schall
Karl Ludwig Schall (* 12. September 1827 in Ellwangen; † 16. August 1909 in Ulm) war ein deutscher Politiker.

Karl Ludwig Schall

## Leben
Als Sohn des Regierungsrates Sixtus Jakob Friedrich von Schall (1789–1877) und Cousin von Wilhelm Schall geboren, studierte Schall nach dem Besuch des Ulmer Gymnasiums Rechtswissenschaften in Tübingen. Während seines Studiums wurde er 1847 Mitglied der Burschenschaft Germania Tübingen. Nach seinem Examen wurde er Oberjustizprokurator und war dann als Rechtsanwalt in Ulm tätig. Politisch war er zunächst in der Fortschrittspartei aktiv und dann bis 1864 im Landeskomitee der Volkspartei. Von 1862 bis 1868 war er für die Stadt Ulm liberal-demokratischer Abgeordneter des Württembergischen Landtags. Er war einer der Mitgründer der Deutschen Partei in Württemberg und seit 1866 ihr Vorsitzender in Ulm. Von 1869 bis 1893 gehörte er dem Gemeinderat der Stadt Ulm an. 1894 wurde Schall mit dem Ritterkreuz des Ordens der württembergischen Krone ausgezeichnet.